# Mina morska

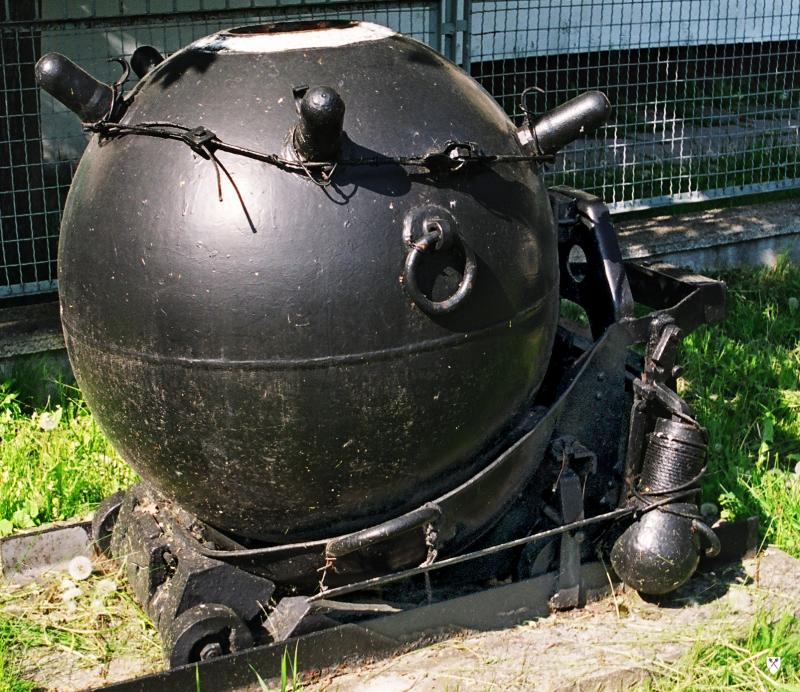
Typowa kontaktowa mina kotwiczna, wz. 08/39 (Skansen broni morskiej, Hel)

Mina morska – środek walki morskiej, przeznaczony do rażenia podwodnej części kadłuba okrętu lub statku. Składa się z ładunku materiału wybuchowego umieszczonego w kulistym lub cylindrycznym kadłubie wodoszczelnym, wyposażonego w urządzenia zapalające i zabezpieczające.
Mina morska jest stawiana w określonym miejscu akwenu, w rejonie przewidywanego operowania okrętów nieprzyjaciela, zwykle w postaci zagród (aktywnych lub obronnych), składających się z większej liczby min w pewnych odległościach. Miny mogą być stawiane przez okręty różnych klas, w tym specjalne jednostki – stawiacze min – oraz przez samoloty (miny lotnicze). Do usuwania min (trałowania) przeznaczone są okręty klas trałowiec i niszczyciel min. Służą do tego różne rodzaje trałów oraz bezzałogowe pojazdy podwodne. Okręty zabezpieczają się przed minami minimalizując pole okrętu przez wyciszanie, demagnetyzację, zmniejszenie albo zwiększenie prędkości, stosowanie szyku torowego, użycie parawanów i wąsów.

## Rodzaje

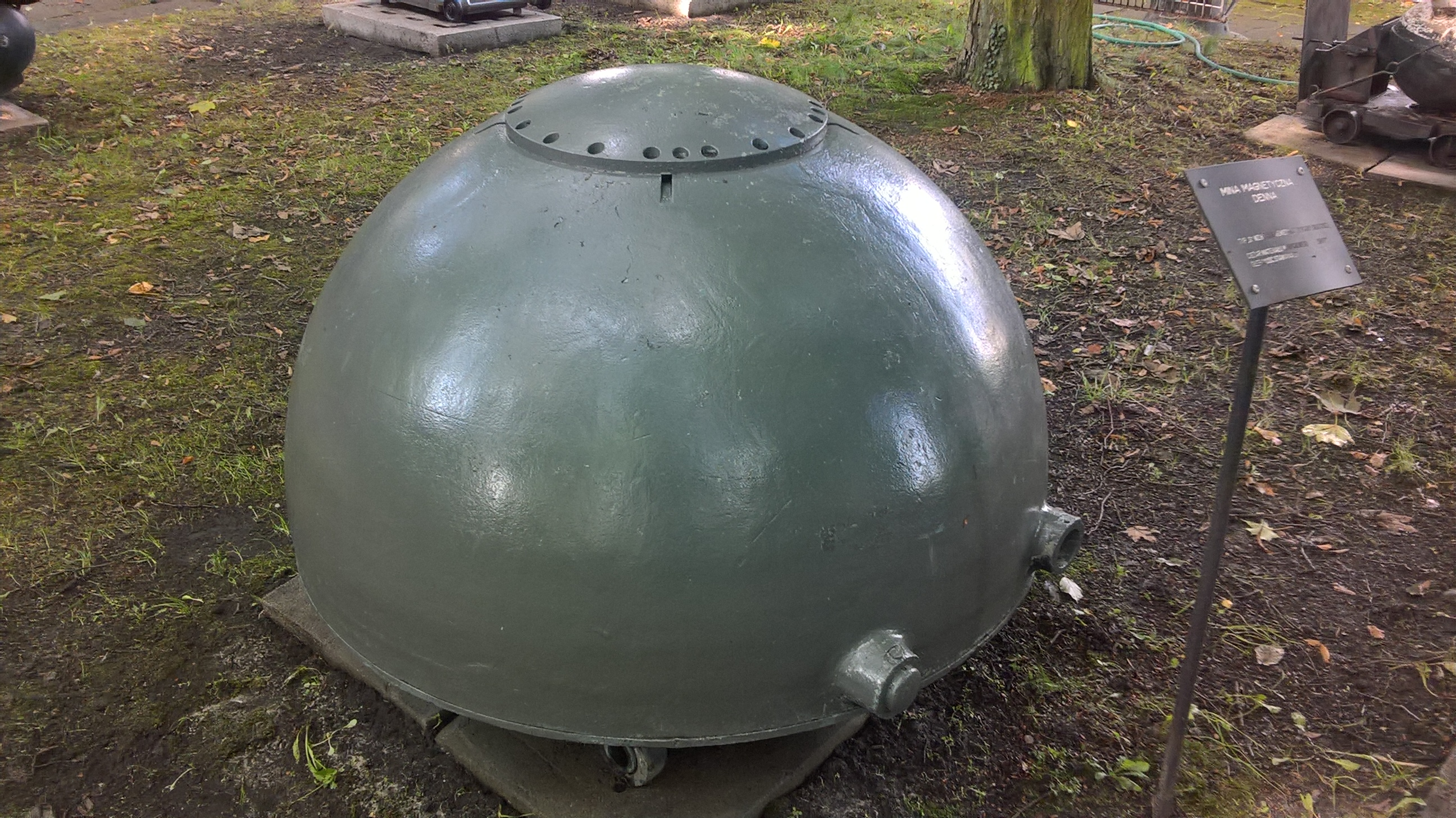
Niemiecka mina magnetyczna z okresu II wojny światowej, Muzeum Marynarki Wojennej w Gdyni

Rozróżnia się następujące rodzaje min morskich:
- ze względu na sposób utrzymywania się pod wodą [1]:
  - kotwiczne – mina o pływalności dodatniej, utrzymywana na żądanej głębokości za pomocą kotwicy, z którą jest połączona  minliną,
  - mina zagrodowa – miny utrzymujące się na minlinie w niewielkim zanurzeniu
  - denne – stawiane na dnie na niedużych głębokościach,
  - pływające (dryfujące) – utrzymujące się w odpowiednim zanurzeniu;
- ze względu na rodzaj urządzenia zapalającego[2] :
  - kontaktowe – wybuchają na skutek zetknięcia się miny z kadłubem okrętu,
  - niekontaktowe – wybuchają na skutek oddziaływania na ich niekontaktowe urządzenia zapalające jednego lub kilku pól fizycznych okrętu: magnetycznego (miny magnetyczne), akustycznego, ciśnieniowo-hydrodynamicznego,

Podstawowym i najszerzej używanym rodzajem min morskich były miny kotwiczne kontaktowe. Począwszy od II wojny światowej, coraz powszechniej stosuje się miny niekontaktowe, trudniejsze do zwalczania i usuwania.

## Historia

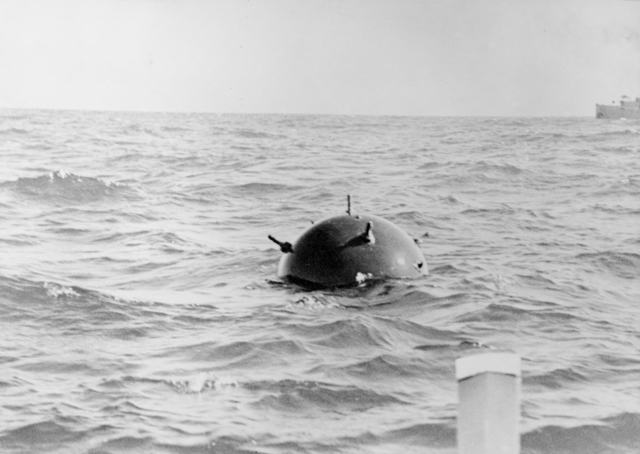
Niemiecka kontaktowa mina kotwiczna (po wypłynięciu na powierzchnię na skutek trałowania)

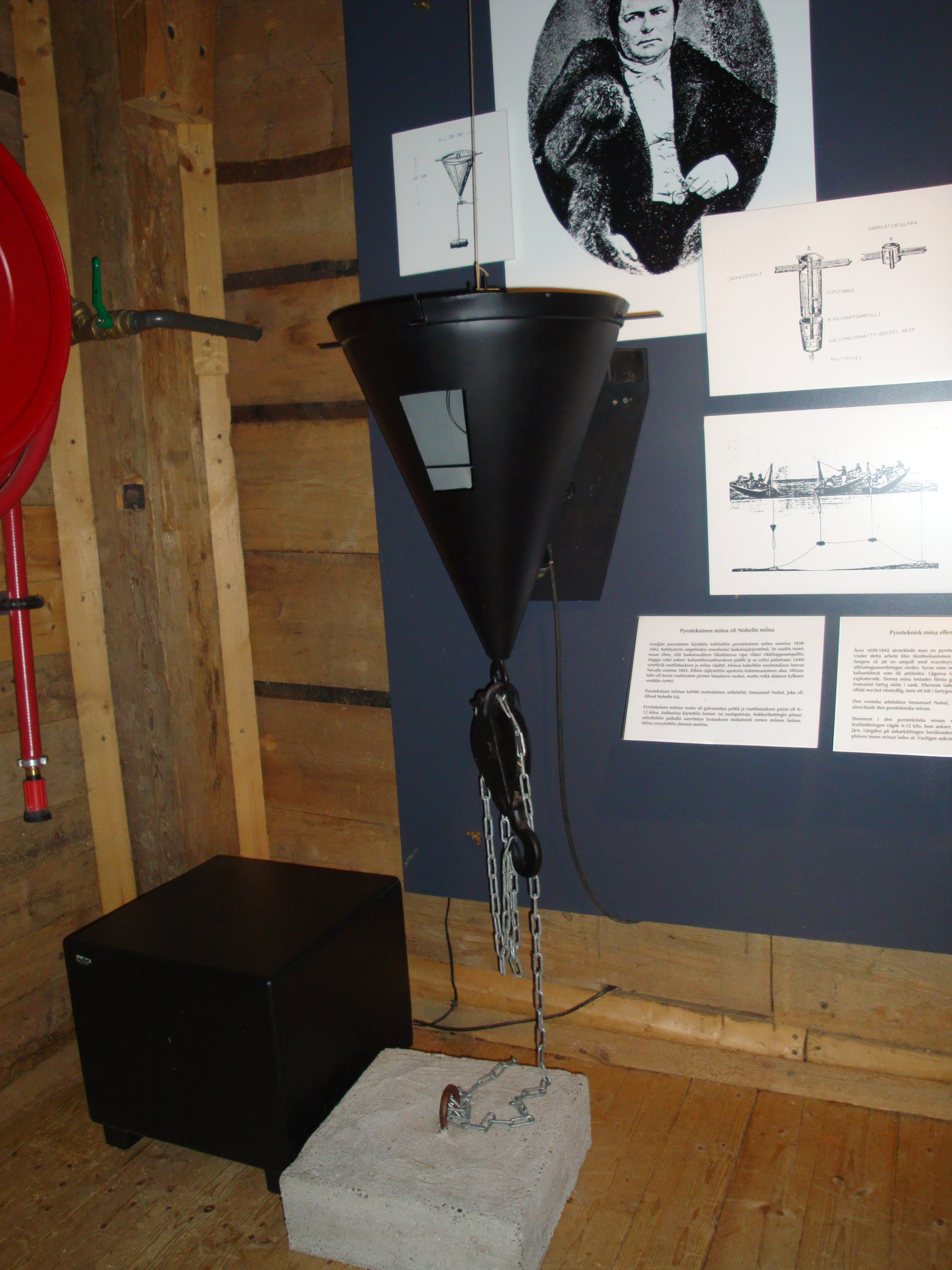
Rosyjska mina morska z lat 40 XIX wieku

Miny morskie zastosowano już w wojnie krymskiej w 1853, lecz nie doszło wówczas do ich użycia bojowego. W czasie wojny secesyjnej w USA min morskich używała Marynarka Konfederacji na rzekach i w portach; zatonęło na nich wówczas kilka okrętów Unii. Miny odegrały istotną rolę podczas wojny rosyjsko-japońskiej (walki o Port Artur w 1904). W 1907 podpisana została VIII konwencja haska dotycząca zakładania min wybuchających automatycznie za dotknięciem. Masowo używano min morskich podczas I i II wojny światowej. Były też używane na mniejszą skalę po II wojnie, podczas konfliktów lokalnych (m.in. incydent w Cieśninie Korfu).
Odmianą min morskich są miny przeciwdesantowe – używane na wodach przybrzeżnych i śródlądowych.

## Współczesność
Specjalną odmianą nowoczesnej miny jest mina stosowana przeciwko okrętom podwodnym, która wystrzeliwuje samonaprowadzającą się torpedę
(np. amerykańska Mk60 Captor). Istnieją też miny z własnym napędem (np. amerykańska Mk67 SLMM).
Najnowocześniejsze miny morskie, jako jeden z niewielu rodzajów współczesnej broni, pełnią rolę "broni inteligentnej". Niektóre rodzaje min (dotyczy to w szczególności min niekontaktowych) mogą być wyposażone w zapalnik reagujący jedynie na pole magnetyczne lub na dźwięki towarzyszące danemu okrętowi lub danej klasie okrętów. Pozwala to na zastawienie pułapki na jednostkę wroga w rejonie, w którym operują okręty stawiającego minę. Dodatkowo istnieje możliwość zaprogramowania zapalnika w taki sposób, aby zdetonował ładunek po kilkakrotnym przejściu jednostki lub uaktywnił się lub dezaktywował swoje działanie po określonym czasie, co pozwala na ustawienie inteligentnej zapory minowej.
W Polsce miny morskie typu MMD-2 produkuje OBR CTM znajdujące się w Gdyni.